# Tris(pyrazolyl)borate
Tris(pyrazolyl)borate (auch als Tripyrazolylboranate bezeichnet und als Tp abgekürzt) sind Salze mit Anionen der Formel BH(N2C3H3)3−. Das Tris(pyrazolyl)borat-Ion ist ein Ligand in der modernen Komplexchemie. Als 6-Elektronendonor hat es Ähnlichkeiten mit dem Cyclopentadienyl-Anion. Es hat jedoch deutlich höheren Raumbedarf und ist ein stärkerer Elektronendonor.

## Struktur

Struktur des Tris(pyrazol)borat-Anions

Drei Pyrazol-Ringe sind mit ihren Stickstoffatomen an ein zentrales Boratom gebunden, das noch ein weiteres Wasserstoffatom trägt. Das zweite Stickstoffatom jedes Pyrazolringes steht zur Komplexbildung zur Verfügung. Tp ist somit ein 3-zähniger 6-Elektronendonor.